# Veniamin Pavlovič Žechovskij
Veniamin Pavlovič Žechovskij (in russo Вениамин Павлович Жеховский?) (San Pietroburgo, 1881 – Encausse-les-Thermes, 1975) è stato un astronomo russo naturalizzato francese, noto anche come Benjamin de Jekhowsky, nome con cui firmò i propri lavori scientifici dopo il 1934.
| 976 Benjamina    | 27 marzo 1922    |
| 977 Philippa     | 6 aprile 1922    |
| 988 Appella      | 10 novembre 1922 |
| 1013 Tombecka    | 17 gennaio 1924  |
| 1017 Jacqueline  | 4 febbraio 1924  |
| 1037 Davidweilla | 29 ottobre 1924  |
| 1040 Klumpkea    | 20 gennaio 1925  |
| 1093 Freda       | 15 giugno 1925   |
| 1181 Lilith      | 11 febbraio 1927 |
| 1328 Devota      | 21 ottobre 1925  |
| 3881 Doumergua   | 15 novembre 1925 |

Appartenente ad una famiglia della nobiltà russa, dopo aver studiato all'Università di Mosca, a partire dal 1912 lavorò all'Osservatorio di Parigi, per poi trasferirsi all'Osservatorio di Algeri.
Il Minor Planet Center gli accredita la scoperta di dodici asteroidi, effettuate tra il 1922 e il 1927.
Gli è stato dedicato l'asteroide della fascia principale 1606 Jekhovsky.